# Иосиф (Балабанов)
Митрополит Ио́сиф (в миру И́горь Анато́льевич Балаба́нов; род. 31 января 1954, Кашира, Московская область) — епископ Русской Православной Церкви, митрополит Улан-Удэнский и Бурятский, глава Бурятской митрополии.
Тезоименитство в понедельник Страстной седмицы.

## Биография

### Детство и образование
Игорь Анатольевич Балабанов родился 31 января 1954 года в городе Кашире Каширского района Московской области, ныне административный центр Городского округа Кашира той же области. Отец, Анатолий Ильич (29 июля 1927 — 27 декабря 2001), мать, Надежда Петровна (15 сентября 1929 — 12 мая 1999).
По семейной традиции, через 40 дней после рождения младенец был крещён в храме во имя святых мучеников Флора и Лавра г. Каширы, единственной действующей тогда в городе церкви. С раннего детства будущий Владыка посещал этот храм, где тогда было ещё много старых монахинь и сохранялся старинный монашеский дух, который он впитывал. Псаломщица этого храма монахиня Ангелина, ныне схигумения Макария, настоятельница Макариево-Писемского монастыря Костромской епархии, старалась научить его всему, что впоследствии может пригодиться для служения Церкви.
По окончании 10 классов средней школы он проходил срочную службу в рядах Советской Армии Смоленске. В армии не скрывал своих религиозных убеждений.
В 1975 году, по окончании армейской службы, поступил в Московскую духовную семинарию. За прекрасную успеваемость из первого класса был переведён в третий, в 1978 году окончил семинарию по первому разряду и был принят в Московскую духовную академию.

### Монашество и хиротония
5 марта 1979 году в Крестовой церкви во имя святого благоверного князя Даниила Московского в резиденции митрополита Крутицкого и Коломенского в Московском Новодевичьем монастыре митрополитом Ювеналием он был пострижен в монашество с наречением имени Иосиф, в честь святого праведного праотца Иосифа Прекрасного.
9 марта 1979 года в Успенском храме Новодевичьего монастыря митрополит Ювеналий рукоположил новопостриженного монаха Иосифа во иеродиакона. 26 июля 1979 года определением Патриарха Московского и всея Руси Пимена он был назначен штатным диаконом в Успенский храм Новодевичьего монастыря.
23 апреля 1981 года, в Великий Четверг, митрополит Ювеналий посвятил иеродиакона Иосифа во иеромонаха.
7 апреля 1982 года, в праздник Благовещения, он был награждён наперсным крестом.
15 сентября 1982 года определением Патриарха Пимена иеромонах Иосиф был направлен в распоряжение митрополита Крутицкого и Коломенского Ювеналия, а 30 сентября того же года Владыка принял решение о назначении его в Ильинский храм города Серпухова Московской области.
13 июля 1983 года иеромонах Иосиф был назначен благочинным церквей Серпуховского округа, в состав которого входили Серпуховский, Чеховский и Нарофоминский районы Московской области. Открытие новых храмов и монастырей, их реставрация, подготовка священнослужителей, возрождение традиционных форм церковного служения, развитие религиозной жизни во всём её многообразии были постоянной заботой благочинного.

### Возрождение Высоцкого монастыря
19 марта 1984 года иеромонах Иосиф становится настоятелем Ильинского храма в Серпухове. Под его руководством был произведён капитальный внешний и внутренний ремонт храма, построен новый двухэтажный дом, заменены устаревшие коммуникации, поставлена металлическая ограда. Но самое главное, — в приходе прекратились многолетние распри.
22 ноября 1987 года иеромонах Иосиф был удостоен Патриархом Пименом сразу четырёх церковных наград и возведён в сан архимандрита.
6 — 12 июня 1990 года он участвовал от Московской епархии в работе Поместного Собора Русской Православной Церкви, избравшего на Первосвятительский престол Митрополита Ленинградского Алексия.
В 1990 году архимандрит Иосиф становится депутатом Серпуховского городского совета народных депутатов. Он делает всё возможное для того, чтобы Церкви были возвращены все её монастыри и храмы, в том числе он сумел добиться передачи Московской епархии комплекса Серпуховского Высоцкого мужского монастыря. Совет народных депутатов существовал до 9 октября 1993 года
28 февраля 1991 году Патриарх Алексий и Священный Синод назначают архимандрита Иосифа настоятелем Высоцкого мужского монастыря города Серпухова с правом совершения Богослужений с жезлом.
Возрождению этой древней обители, основанной преподобным Сергием Радонежским в 1374 году, её настоятель отдавал все свои силы и способности. За несколько лет находившийся в руинах монастырь обрёл свою прежнюю красоту и величие. Многочисленные святыни, собранные Владыкой в обители, строгое и торжественное уставное монастырское богослужение, теплота и отзывчивость братии стали привлекать в монастырь всё больше и больше паломников. По инициативе настоятеля монастыря было возобновлено пришедшее в полное забвение почитание чудотворной иконы Божией Матери «Неупиваемая Чаша». Пожалуй, во всей Русской Православной Церкви не найти ни одного храма, где не чтилась бы сейчас эта икона. Акафист Богоматери перед этой иконой с благоговением ежедневно читают многие и многие верующие. А тогда Владыка Иосиф бережно держал в руках и готовил к первому изданию единственный сохранившийся акафист, переписанный рукой какой-то полуграмотной благочестивой старушки.
В 1993 году архимандрит Иосиф был избран членом Епархиального совета Московской епархии.
25 сентября 1995 году во время своего Первосвятительского визита в Высоцкий монастырь Патриарх Московский и всея Руси Алексий II наградил архимандрита Иосифа орденом Преподобного Сергия Радонежского II степени, а 28 марта 1996 года удостоил его права совершения Божественной Литургии с отверстыми Царскими вратами.

### Епископ Угличский
28 декабря 1998 года постановлением Патриарха Московского и всея Руси Алексия II и Священного Синода определён епископом Угличским, викарием Ярославской епархии. 31 января 1999 года в Богоявленском соборе в Елохове хиротонисан во епископа. Хиротонию совершили: митрополиты Крутицкий и Коломенский Ювеналий (Поярков), Волоколамский и Юрьевский Питирим (Нечаев); архиепископы Солнечногорский Сергий (Фомин), Волгоградский и Камышинский Герман (Тимофеев), Можайский Григорий (Чирков), Ярославский и Ростовский Михей (Хархаров); епископы Бронницкий Тихон (Емельянов), Орехово-Зуевский Алексий (Фролов), Красногорский Савва (Волков). Возглавил архиерейскую хиротонию Святейший Патриарх Московский и всея Руси Алексий II
С февраля 1999 года Владыка нёс своё архиерейское служение в древнем Ярославле. По благословению Святейшего Патриарха Алексия II викарный епископ исполнял и должность секретаря Ярославской епархии. И здесь он много делал для того, чтобы открывались новые монастыри и приходы, возрождались и благоукрашались старинные храмы.
Его заботой и старанием был передан епархии и отреставрирован расположенный в центре Ярославля величественный Богоявленский храм XVII век, построенный на средства купца Алексея Зубчанинова. Великим освящением этого храма закончилось плодотворное служение епископа Иосифа на Ярославской земле.

### Архиерейское служение в Биробиджане
Постановлением Святейшего Патриарха Московского и всея Руси Алексия II и Священного Синода от 7 октября 2002 г. образована новая православная епархия на Дальнем Востоке — в Еврейской автономной области. Епископом Биробиджанским и Кульдурским назначен Преосвященный епископ Иосиф.
Трудами епископа Иосифа в апреле 2003 году был заложен, а 21 сентября 2005 года освящён Благовещенский кафедральный собор в городе Биробиджан, в этот же день Владыка Иосиф был награждён орденом святителя Иннокентия, митрополита Московского и Коломенского II степени. В 2006 г. был построен социально-просветительский центр епархии. В 2007 г. был создан первый в истории области женский монастырь, также появились новые храмы и часовни в посёлках и сёлах области и храмы в исправительных учреждениях.
Многосторонняя успешная деятельность Владыки отмечена не только церковными наградами. 22 января 2002 г. приказом Министра юстиции РФ он награждён серебряной медалью «За укрепление уголовно-исполнительной системы». 8 августа 2005 г. Указом президента РФ В. В. Путина награждён медалью ордена «За заслуги перед Отечеством» II степени. 12 февраля 2007 г. приказом директора ФСИН России награждён золотой медалью «За укрепление уголовно-исполнительной системы». Указом Президента Российской Федерации Д. А. Медведева № 472 от 29 апреля 2009 г. «за большой вклад в сохранение духовных и культурных традиций» награждён Орденом Дружбы. 1 октября 2012 г. постановлением губернатора ЕАО А. А. Винникова награждён Почётным знаком ЕАО «Почёт и уважение».
3 февраля 2013 года во внимание к усердному служению Церкви возведён в сан архиепископа.

### Архиерейское служение в Кургане
5 мая 2015 года решением Священного Синода назначен правящим архиереем Курганской епархии с титул «Курганский и Белозерский», главой Курганской митрополии, в связи с чем 24 мая того же года возведён в сан митрополита в кафедральном соборном Храме Христа Спасителя в Москве.
22 октября 2015 года утвержден священноархимандритом Чимеевского Казанского монастыря.

### Архиерейское служение в Ульяновске
30 августа 2019 года решением Священного Синода назначен митрополитом Симбирским и Новоспасским, главой Симбирской митрополии.

### Архиерейское служение в Улан-Удэ
25 августа 2020 года решением Священного Синода назначен митрополитом Улан-Удэнским и Бурятским, главой Бурятской митрополии.
29 декабря 2022 года утверждён священноархимандритом Спасо-Преображенского Посольского мужского монастыря села Посольское Кабанского района Республики Бурятия и Свято-Троицкого Селенгинского мужского монастыря села Троицкое Прибайкальского района Республики Бурятия.

## Публикации
- «Неупиваемая Чаша» // Журнал Московской Патриархии. 1997. — № 10. — C. 65-67.
- Высоцкий мужской монастырь // Московские Епархиальные Ведомости. 1998. — № 4/5. — С. 20-29.
- Освящение первого каменного храма в Биробиджан // Журнал Московской Патриархии. 2006. — № 2. — C. 31-36.
- К вопросу о распространении ислама на Дальнем Востоке России // pravkhabarovsk.ru, 30.11.2006
- Святые покровители земли Дальневосточной // Иннокентьевские чтения: сб. материалов науч.-практ. конф., проходивших в г. Биробиджане / отв. ред. М. М. Жирдецкая. — Биробиджан : [б. и.], 2008. — С. 8-23.
- Духовный смысл православных традиций и обрядов // Иннокентьевские чтения: сб. материалов науч.-практ. конф., проходивших в г. Биробиджане / отв. ред. М. М. Жирдецкая. — Биробиджан : [б. и.], 2008. — С. 147—152.

## Награды

### Церковные
- Орден преподобного Сергия Радонежского II степени (25 сентября 1995)
- Орден святителя Иннокентия, митрополита Московского и Коломенского II степени (21 сентября 2005)
- Совершение Божественной Литургии с отверстыми Царскими вратами до Херувимской песни (28 марта 1996)
- Наградной наперсный крест (7 апреля 1982)
- Патриаршая грамота (к празднику Пасхи Христовой 1980)

### Государственные
- Орден Почёта (3 февраля 2015, «за достигнутые трудовые успехи, активную общественную деятельность и многолетнюю добросовестную работу»)[10]
- Орден Дружбы (29 апреля 2009, «за большой вклад в сохранение духовных и культурных традиций»)[11]
- Медаль ордена «За заслуги перед Отечеством» II степени (8 августа 2005)
- Золотая медаль «За укрепление уголовно-исполнительной системы» (12 февраля 2007)
- Серебряная медаль «За укрепление уголовно-исполнительной системы» (22 января 2002)
- Почётный знак Еврейской автономной области «Почёт и уважение» (1 октября 2012)